# Саги (село)
Са́ги — село в Україні, в Олешківській міській громаді Херсонського району Херсонської області. Населення становить 804 осіб.

## Історія

### Російське вторгнення в Україну (з 2022)
24 лютого 2022 року Саги опинилися під російською оккупацією, 
26 лютого 2022 року над селом збито гелікоптер РФ Мі-35М
2 січня 2023 року Збройні сили України уразили ракетним ударом з HIMARS заміський комплекс "Grand prix", де російські військові облаштували базу.
Внаслідок підриву Каховської ГЕС росіянами село було затоплене.

## Населення
Згідно з переписом УРСР 1989 року чисельність наявного населення села становила 694 особи, з яких 342 чоловіки та 352 жінки.
За переписом населення України 2001 року в селі мешкали 804 особи.

### Мова
Розподіл населення за рідною мовою за даними перепису 2001 року:
| Мова            | Кількість | Відсоток |
| --------------- | --------- | -------- |
| українська      | 739       | 91.92%   |
| російська       | 54        | 6.72%    |
| вірменська      | 8         | 1.00%    |
| польська        | 2         | 0.24%    |
| румунська       | 1         | 0.06%    |
| інші/не вказали | 1         | 0.06%    |
| Усього          | 804       | 100%     |

## Видатні уродженці
- Бойко Іван Іванович (1916—1953) — Герой Радянського Союзу.